# Zwölfprophetenkodex von Washington

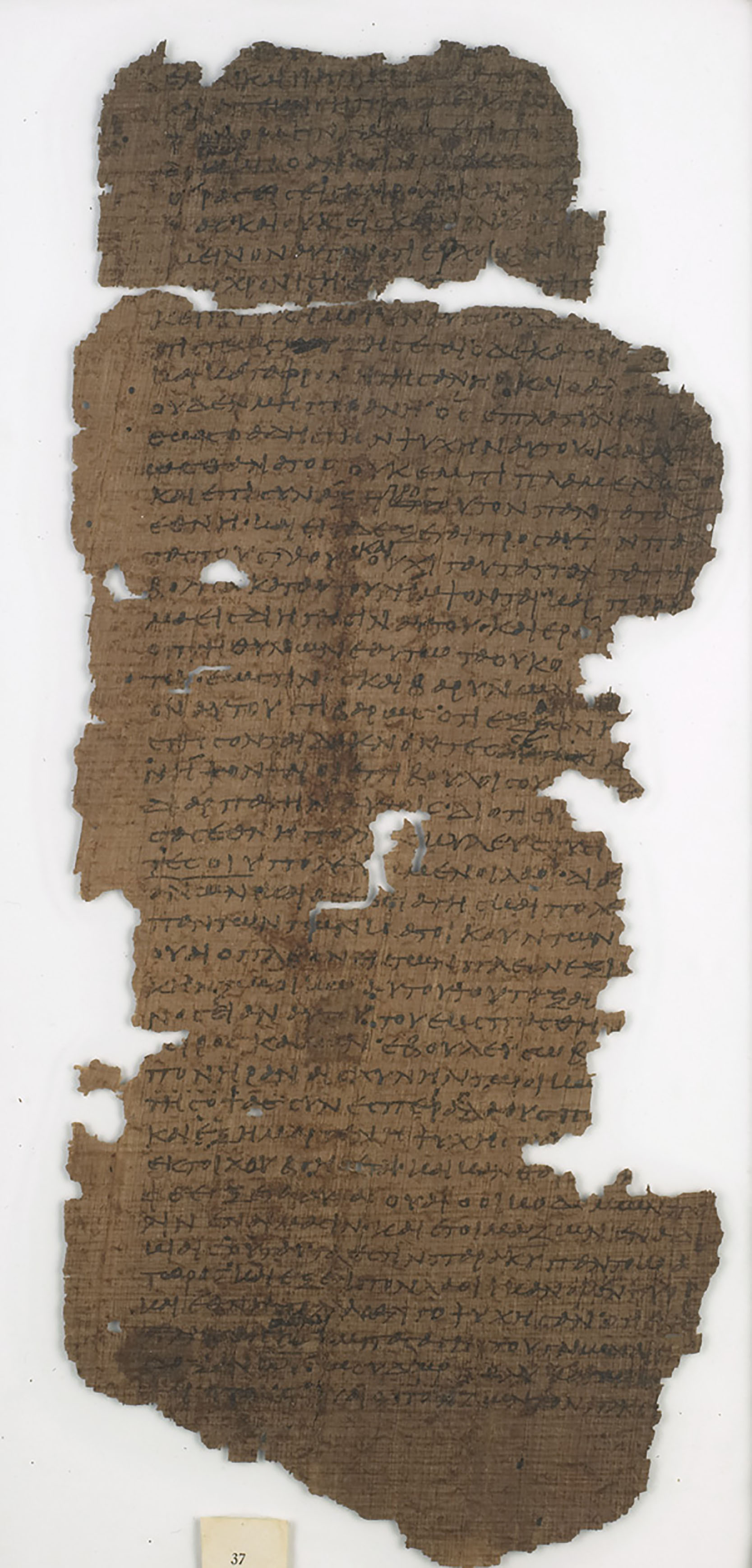
Washington Manuscript V

Das Zwölfprophetenbuch von Washington (auch Washington manuscript V, Siglum W nach Rahlfs) ist eine Papyrushandschrift in griechischer Sprache aus der Mitte des 3. Jahrhunderts.
Es sind 33 Blätter enthalten mit dem Text der zwölf kleinen Propheten des Alten Testaments von Amos 1,10 bis Maleachi mit einigen Lacunae (Lücken). Von Hosea und dem Anfang von Amos sind nur einige Buchstaben erhalten. Die Blätter haben ein Format von 29,5 × 14 cm. Der Text ist in Unzialen geschrieben. Es wurden Anmerkungen und Übersetzungen in koptischer Sprache zu einem späteren Zeitpunkt hinzugefügt.
Die Handschrift wurde vom Missionar David Askren im 19. Jahrhundert in Ägypten erworben.
1916 kaufte sie der Industrielle Charles Lang Freer (mit Unterstützung von J. P. Morgan). Bis 1948 war sie die älteste bekannte Handschrift der zwölf Propheten in Griechisch überhaupt.
Sie befindet sich heute in der Freer Gallery of Art in Washington, D.C. mit der Inventar-Nr. F1916.768.

## Textausgaben
- Henry A. Sanders, Carl Schmidt, The Minor Prophets in the Freer Gallery and the Berlin fragments of Genesis, New York 1927, OCLC 654779930
- Henry A. Sanders, Facsimile of the Washington Manuscript of the Minor Prophets in the Freer Gallery: And the Berlin fragments of Genesis, Ann Arbor, Mich.: The University of Michigan, 1927, 70 S.  online